# كلفن ريتشاردز
كلفن ريتشاردز (بالإنجليزية: Kelvin Richards)‏ هو لاعب كرة قدم أسترالية أسترالي، ولد في 6 مارس 1960.

## وصلات خارجية
- كلفن ريتشاردز على موقع AustralianFootball.com (الإنجليزية)
- كلفن ريتشاردز على موقع AFLtables.com (الإنجليزية)